# Super Monkey Ball Touch and Roll
Super Monkey Ball Touch and Roll est un jeu vidéo de type Party game et de plates-formes édité et développé par Sega. Il est sorti en 2005 au Japon et en 2006 en Europe et en Amérique du Nord sur Nintendo DS.

## Système de jeu
Le jeu reprend le gameplay des précédents opus de la série. Cependant, celui-ci peut se jouer à l'aide de l'écran tactile de la console ou de la croix directionnelle.

## Accueil
- Jeuxvideo.com : 12/20[1]